# Rodolfo Herrera Charolet
Rodolfo Herrera Charolet (Zacatlán, Puebla, 25 de enero de 1959). Es un político mexicano, miembro de Convergencia, diputado Local, periodista y escritor.
Es licenciado en Administración de Empresas, egresado de la Universidad de las Américas de Puebla (UDLAP), estudió la maestría en Derecho Fiscal en la Universidad Popular Autónoma de Puebla y la maestría en Gobierno y Administración de la Benemérita Universidad Autónoma de Puebla, ha ocupado cargos públicos en el Gobierno del Estado de Puebla. Fue miembro fundador de Convergencia del que fue su primer legislador en el H. Congreso del Estado, Secretario General del Comité Directivo Estatal y representante del Poder Legislativo por el partido ante el Consejo General del Instituto Electoral del Estado.
En 2001 fue elegido diputado local a la LV Legislatura de 2002 a 2005 del Congreso del Estado de Puebla. Ha escrito diversos libros sobre periodismo, historia, tradiciones y cultura, sexualidad, género, negocios y administración.

## Trabajo Legislativo
Como legislador local presentó y promovió más de 50 iniciativas, más de la mitad aprobadas, entre las que destacan dos modificaciones a la constitución local y leyes integrales como la Ley de Reforma Regulatoria

## Obras
1977-2013 Más de 5000 Artículos Editoriales Publicados en diversos periódicos y sitios WEB | Momento Diario, La Opinión Diario de la Mañana, El Sol de Puebla, El Liberal, El Zapatista.
1995 Cholula 2000,
1997 Cholollan,
1997 Cholula, Tradición y Leyenda,
2009 Símbolos Guardianes,
2010 Neblina